# 艾晴晴
艾晴晴，真名王晓光，2006年10月15日提出了并且开始实施“100天曲别针换别墅”的计划，在网络上走红，但是争议亦颇多。在100天后，网友“立二拆四”在天涯论坛中宣布自己是其幕后推手，100天曲别针换别墅只是骗局，并称世间没有这样的童话。尽管如此，她仍然成为了一名歌手，发出了首张CD。此外，她于2006年曾经参加过“超级女声”比赛，获得杭州唱区二十强。

## 相关
- 网络推手
- 网络红人